# Die Chinesische Mauer (1965)
Die Chinesische Mauer ist eine Fernseh-Verfilmung des gleichnamigen Dramas (Untertitel: Eine Farce) von Max Frisch.

## Handlung
Die Handlung entspricht der literarischen Vorlage:
Der chinesische Kaiser Hwang Ti lässt verkünden, alle äußeren Feinde besiegt zu haben und sein Reich nun durch eine Mauer sichern zu wollen. Jede Veränderung soll verhindert und eine „ewige Ordnung“ etabliert werden. Nur einen inneren Feind gibt es noch: Min Ko, der auch „Die Stimme des Volkes“ genannt wird. Am Hof des Kaisers erscheinen verschiedenste historische und fiktive Figuren, etwa Napoleon, Columbus, Kleopatra oder Romeo und Julia. Zudem erscheint ein Intellektueller aus dem 20. Jahrhundert, der nur „Der Heutige“ genannt wird. Er warnt die historischen Herrscher vor den kommenden Schrecken der Atombombe.
Eine Mutter und ihr stummer Sohn, die ein Jahr auf Wanderschaft waren, besuchen den Hof des Kaisers. Der Sohn wird für Min Ko gehalten und soll in einem Schauprozess verurteilt werden, der Heutige tritt als sein Verteidiger auf. Der Kaiser lässt den Stummen abführen, damit er gefoltert werde, bis er gesteht.
Der Heutige und Mee Lan, die Tochter des Kaisers, sind sich zwischenzeitlich nähergekommen, nun ist sie aber enttäuscht von ihm, da er sich nicht genug für den Stummen eingesetzt habe. Sie soll nun den aus dem Krieg zurückgekehrten Prinzen Wu Tsiang heiraten, den sie aber abweist.
Die Folterung des Stummen führt zu einem Aufstand des Volkes. Der Heutige warnt den Kaiser erneut vor einer möglichen Zerstörung der Menschheit durch die Atombomben, falls Kriege weiterhin als unvermeidlich angesehen würden. Er bittet die Mutter des Stummen, zu bezeugen, dass dieser nicht Min Ko sein kann, was sie aber ablehnt: Sie glaubt nun ihren Sohn immer unterschätzt zu haben und hält ihn ebenfalls für die „Stimme des Volkes“.
An die Spitze des Aufstands hat sich der Prinz Wu Tsiang gestellt, der nun den Kaiser tötet und die Macht übernimmt. Mit dem Einzug der historischen Figuren beginnt die Farce von Neuem.

## Produktion
Der Film wurde vom Südwestfunk produziert und am 16. September 1965 zum ersten Mal ausgestrahlt. 2013 erschien er bei Pidax Film auf DVD.